# Twickenham Bridge
Le Twickenham Bridge traverse la Tamise au sud-ouest de Londres, en Angleterre. Construit en 1933 dans le cadre de la nouvelle artère routière Chertsey, le pont relie le quartier Old Deer Park de Richmond (historiquement dans le Surrey) sur la rive sud de la rivière à St. Margarets (historiquement dans le Middlesex) sur la rive nord, les deux dans le borough londonien de Richmond upon Thames. Twickenham Bridge tire son nom du fait qu'il se trouve sur la route du bourg de Twickenham (également dans le même quartier londonien), qui est à environ 3 km en amont du pont Twickenham, après le Richmond Bridge. 

## Description
L'architecte du pont était Maxwell Ayrton et l'ingénieur en chef Alfred Dryland. La conception proposée du pont prévoyait la construction de quatre tours de 70 pieds sur les berges avec des murs de soutènement de 20 pieds au-dessus du niveau de la route. Les plans étaient largement contestés et une pétition locale a été organisée par le Daily Telegraph contre le dessin au motif qu'il ne convenait pas au cadre de Richmond. 
La conception finale du pont était de trois arches en béton armé soutenues sur des piliers en béton avec des embellissements Art Déco. Le pont comprend trois charnières permanentes permettant à la structure de s'adapter aux changements de température, première structure de pont en béton armé au Royaume-Uni à utiliser une telle innovation. Le viaduc d'approche et les murs de soutènement ont été construits en blocs préfabriqués qui ont été brossés pour créer une finition rugueuse. Les balustrades et les lampes ont été réalisées en bronze. 
Le pont a été ouvert le 3 juillet 1933 par Edouard, prince de Galles. 
En 1992, la première caméra de surveillance routière de la vitesse au Royaume-Uni a été installée sur le pont Twickenham. 
Le pont a été déclaré structure classée de Grade II * en 2008, lui offrant une protection pour préserver son caractère spécial. 

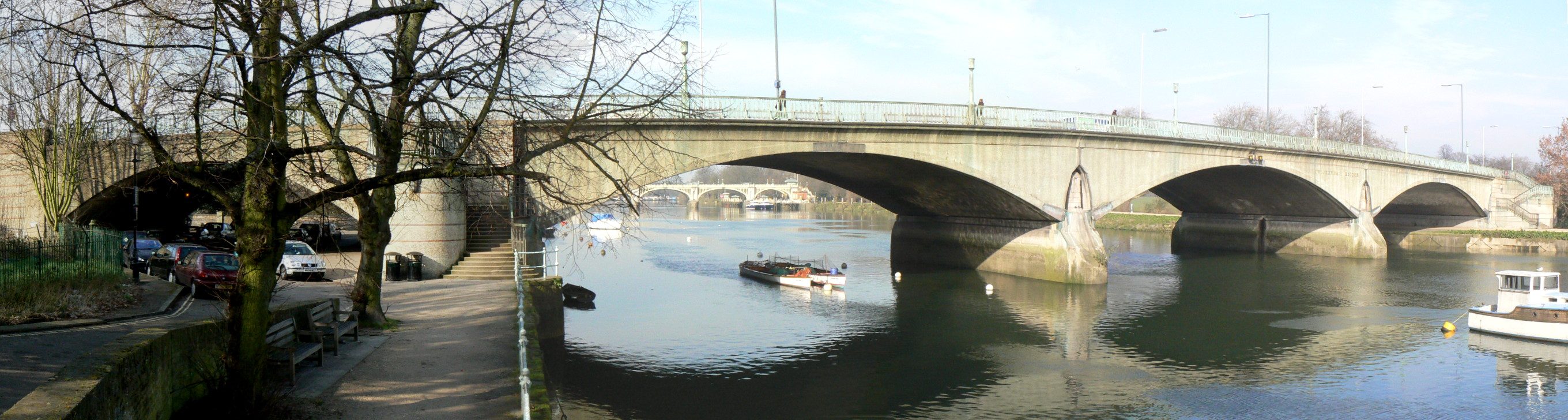
Pont de Twickenham - panorama en aval